# Шлиппенбах, Александр Егорович
Александр Егорович (Георгиевич) Шлиппенбах (1830 — 1903) — русский морской офицер, и офицер императорской армии по спискам армейской пехоты, чиновник особых поручений VI класса Казанского окружного интендантского управления, барон «из дворян Лифляндской губернии».
Принимал участие в военных действиях на Амуре с 1 августа 1855 по 10 июля 1856 года во время Крымской войны. Оставил след в ботанике — в его честь назван рододендрон Шлиппенбаха.

## Биография

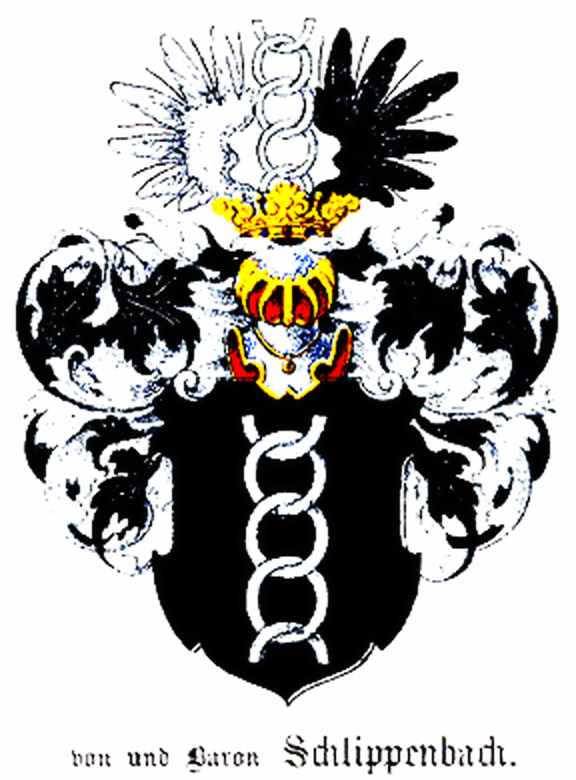
Родовой герб Шлиппенбахов

Родился в семье морского офицера барона капитана 1-го ранга Е. А. Шлиппенбаха, и его жены графини М. Л. Гейден. Прямой потомок В. А. Шлиппенбаха. Лютеранин по вероисповеданию.

### Семья
Был женат на вдове московского купца 2-й гильдии Пелагеи Васильевой, от которой имел двух дочерей — Варвару (25 августа 1866 года) и Веру (8 октября 1872 года), и сына Михаила (8 ноября 1875 года), также воспитывал пасынка Владимира от первого брака жены. 

## Служба
5 августа 1845 в звании гардемарина поступил на службу. После окончания Морского кадетского корпуса продолжил службу на Балтийском море с 1846 года. Произведён в мичманы 14 августа 1847 года. В 1849 году назначен в миссию вице-адмирала графа Е. В. Путятина, отправленную в Японию. 30 марта 1852 года произведён в лейтенанты по флоту. В октябре этого же года в составе команды фрегата «Паллада» перешёл в Англию, где вступил в должность старшего офицера шхуны «Восток». В январе 1853 года на шхуне в составе миссии отправился на Тихий океан. По завершении миссии продолжил службу на Дальнем Востоке России. На Тихом океане занимался исследованиями в Охотском и Японском морях. В августе 1853 года А. Е. Шлиппенбах по приказу вице-адмирала перешёл на «Палладу», на которой оставался служить до 1855 года.

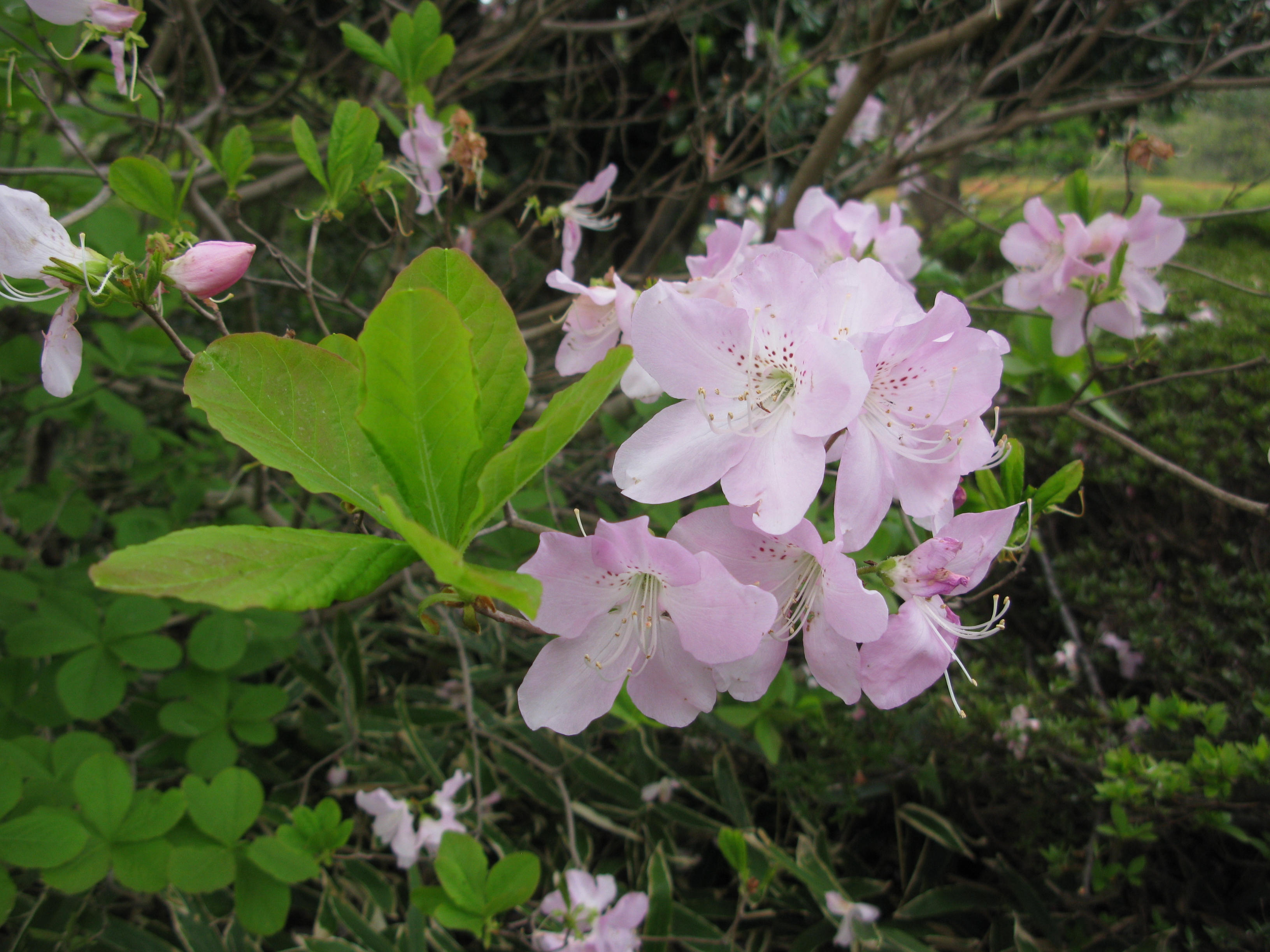
Rhododendron schlippenbachii

Во время морских экспедиций Александр Егорович был коллектором растений и собирал гербарий. В мае 1854 года на «Палладе» он оказался в Корее, где собрал гербарные образцы некоторых корейских растений, в том числе нового вида рододендрона — ранее неизвестного науке, который он вместе с другими образцами отправил в Петербургский ботанический сад, где были изучены К. И. Максимовичем. 3 ноября 1854 года Александру Егоровичу объявлено монаршее благоволение.
13 февраля 1855 года Александр Егорович получил чин капитан-лейтенанта с переводом в 471-й флотский экипаж, старшинство с 24 января 1855 года. Во время Крымской войны участвовал в боевых действиях на Амуре с 1 августа 1855 по 10 июля 1856 года. С июня 1856 года назначен командовать шхуной «Восток», на которой совершил ряд экспедиций по Амуру и Татарскому проливу. Весной 1860 года А. Е. Шлиппенбах на шхуне совершил экспедицию по Дальнему Востоку. Двигаясь из Императорской Гавани к южным гаваням Приморья, около залива Святой Ольги встретил группу людей, с берега подававших сигналы о помощи. Александр Егорович приказал спустить шлюпку, и с матросами отправился на берег. На берегу оказалась группа К. И. Максимовича следовавшая в залив Посьета. Поскольку и «Восток» следовал туда же, А. Е. Шлиппенбах предложил К. И. Максимовичу отправиться с ним. В бухте Посьета Александр Егорович в течение двух дней сопровождал Максимовича, помогая ему со сбором образцов растений. Здесь же они вновь встретили кустарники рододендрона, который Шлиппенбах собрал на Корейском полуострове, а Максимович изучил в Петербурге. Позже К. И. Максимович назвал этот вид рододендрона в честь Шлиппенбаха (rhododendron shlippenbachii). На прощание Александр Егорович подарил Максимовичу морскую подзорную трубу и пообещал, что и дальше будет собирать образцы растений и отправлять их ему для изучения.
К концу мая 1860 года Александр Егорович в связи с назначением в должность председателя военного суда при Управлении портами Восточного океана сдал шхуну «Восток» под командование П. Л. Овсянкина. 17 апреля 1862 года произведён в чин капитана 2-го ранга с оставлением должности председателя военного суда и зачислением по резервному флоту.
Высочайшим приказом по флоту от 2 ноября 1864 года, Александр Егорович уволен с морской службы «для определения к статским делам, с переименованием в надворные советники», и вернулся на родину в Латвию. 6 февраля 1865 года назначен в Министерство государственных имуществ и прикомандирован к Петровской земледельческой и лесной академии. 30 декабря 1865 года назначен на вакантную должность чиновника особых поручений для наблюдения за порядком в волостях, при Московской палате государственных имуществ, в которую вступил 12 января 1866 года. 10 февраля 1866 года назначен чиновником особых поручений для наблюдения за порядком в волостях всей палаты. С 1 января 1867 года в связи с расформированием Московской палаты государственных имуществ, оставлен за штатом Палаты, но с оставлением прав, предусмотренных 1012 ст. III т. устава о службах.
8 февраля 1868 года назначен в Московское окружное интендантское управление по спискам армейской пехоты с производством в чин подполковника. Старшинство с 23 июля 1865 года. С 10 июня 1870 года назначен помощником председателя Московской приёмной комиссии. 27 марта 1871 года произведён в чин полковника «за отличие по службе».
22 июля 1871 года Александр Егорович назначен исполняющим должность председателя Тамбовской приёмной комиссии, утверждён в должности 7 августа 1871. 4 сентября 1871 года назначен чиновником особых поручений VI класса при Главном интендантском управлении, с оставлением по спискам армейской пехоты.
19 мая 1873 года переведён на должность председателя отдела Казанской приёмной комиссии. 21 марта 1876 года переведён в должность смотрителя казанского вещевого интендантского склада, с оставлением по спискам армейской пехоты. 21 марта 1876 года исключён из списков Управления. И с 5 мая 1880 года назначен в Главное интендантское управление.
Александр Егорович 24 июля 1880 года назначен чиновником особых поручений VI класса Казанского окружного интендантского управления.
Уволен от службы 20 марта 1881 года «из полковников с производством в генерал-майоры» и с назначением «пенсиона из Государственного Казначейства в размере полного оклада по восемьсот шестидесяти рублей в год».
Похоронен на Смоленском лютеранском кладбище в Санкт-Петербурге.

## Награды
- Орден Святой Анны III степени (всемилостивейше награждён «за отлично усердную службу» 30 марта 1853 года)
- Светло-бронзовая медаль «В память войны 1853—1856 гг» на Андреевской ленте (26 августа 1856)
- Орден Святого Владимира IV степени (всемилостивейше награждён «за особые труды и самоотвержение, оказанные при содействии в присоединении Амурского края к России, засвидетельствованные Генерал-губернатором Восточной Сибири Графом Н. Н. Муравьёвым-Амурским» 24 ноября 1858 года)
- Орден Святого Станислава II степени (всемилостивейше награжден «за отлично усердную службу» 29 апреля 1869 года)
- Орден Святой Анны II степени (всемилостивейше награжден «за отлично усердную службу» 30 августа 1874 года)
- Орден Святого Владимира III степени (30 августа 1878 года)

## Память
- В честь А. Е. Шлиппенбаха, К. И. Максимович назвал один из видов рододендрона, растущий только на Дальнем Востоке — rhododendron shlippenbachii,из-за редкой встречаемости он занесен в Красную книгу[20].
- Его имя также носит один из мысов Корейского полуострова, омывается водами Японского моря — Шлиппенбаха (Йондэгап). Открыт, назван и нанесён на карту в 1854 году экипажем фрегата «Паллада».